# Нова-Суль (станция)
Нова-Суль (пол. Nowa Sól) — пассажирская и грузовая железнодорожная станция в городе Нова-Суль, в Любушском воеводстве Польши. Имеет 3 платформы и 4 пути.
Станция была построена в 1871 году, когда город Нова-Суль (нем. Neusalz) был в составе Германской империи.
Теперь станция Нова-Суль обслуживает переезды на линии Вроцлав — Рудна-Гвизданув — Глогув — Нова-Суль — Зелёна-Гура — Костшин — Щецин. На второй линии Вольштын — Нова-Суль — Жагань переезды задержаны с 2000 года.